# Montréal-Ouest
Montréal-Ouest (engl. Montreal West) ist eine Stadt im Südwesten der kanadischen Provinz Québec. Sie liegt auf der Île de Montréal und bildet eine Enklave innerhalb von Montreal. Die Stadt hat eine Fläche von 1,37 km² und zählt 5050 Einwohner (Stand: 2016).

## Geographie
Montréal-Ouest liegt im zentralen Teil der Île de Montréal. Die Gemeinde ist fast vollständig vom Gebiet der Stadt Montreal umgeben, und zwar von den Stadtbezirken Côte-des-Neiges–Notre-Dame-de-Grâce im Norden, Le Sud-Ouest im Osten und Lachine im Süden. Im Westen besteht eine kurze Grenze zur Gemeinde Côte-Saint-Luc. Das Stadtzentrum von Montreal ist rund acht Kilometer entfernt.

## Geschichte
1653 wurde die Gegend erstmals durch einen Bauern besiedelt, während des Britisch-Amerikanischen Kriegs von 1812 bestand hier eine Befestigungsanlage. 1855 eröffnete die Grand Trunk Railway eine Eisenbahnlinie, die Canadian Pacific Railway folgte 1886 mit einer eigenen Strecke. Die Gemeinde wurde 1905 gegründet, damals zählte sie 350 Einwohner. Von Anfang an hatte sie eine englischsprachige Bevölkerungsmehrheit. Drei Jahre zuvor war eine Schule gegründet worden, die sich im Laufe der Zeit zur Royal West Academy entwickelte.
Am 1. Januar 2002 wurden 27 Gemeinden auf der Insel mit Montreal fusioniert. Besonders in Gemeinden mit einem hohen Anteil an Englischsprachigen regte sich Widerstand, da diese Maßnahme von der Provinzregierung der separatistischen Parti Québécois angeordnet worden war. Ab 2003 stellte die Parti libéral du Québec die Regierung und versprach, die Gemeindefusionen rückgängig zu machen. Am 20. Juli 2004 fanden in 22 ehemaligen Gemeinden Referenden statt. In Montréal-Ouest sprachen sich 82,6 % der Wahlbeteiligten für die Trennung aus. Die Gemeinde wurde am 1. Januar 2006 neu gegründet, musste aber zahlreiche Kompetenzen an den Gemeindeverband abtreten.

## Bevölkerung
Gemäß der Volkszählung 2011 zählte Montréal-Ouest 5.085 Einwohner, was einer Bevölkerungsdichte von 3606,4 Einw./km² entspricht. 60,7 % der Bevölkerung gaben Englisch als Hauptsprache an, der Anteil des Französischen betrug 15,7 %. Als zweisprachig (Französisch und Englisch) bezeichneten sich 2,6 %, auf andere Sprachen und Mehrfachantworten entfielen 21,0 %. Zu den bedeutendsten nichtoffiziellen Hauptsprachen gehörten Italienisch (5,3 %) sowie Polnisch und Russisch (je 1,4 %). Ausschließlich Englisch sprachen 20,4 %, ausschließlich Französisch 2,3 %. Im Jahr 2001 waren 42,1 % der Bevölkerung römisch-katholisch, 26,2 % protestantisch, 13,8 % jüdisch und 13,0 % konfessionslos.

## Verkehr
Hauptverkehrsadern sind die Avenue Westminster und der Chemin de Côte-Saint-Luc. Montréal-Ouest besitzt einen Bahnhof, an welchem exo-Vorortszüge vom Montrealer Hauptbahnhof nach Candiac, Saint-Jérôme und Vaudreuil-Dorion halten. Die Stadt wird durch mehrere Buslinien der Société de transport de Montréal erschlossen.